# 翼中五魁塔
翼中五魁塔，位于山西省临汾市翼城县城关镇翼城中学，是一座圆形实心砖塔，建于清乾隆元年（1736年），高15米，五级密檐式，与翼中文峰塔并峙。
1987年8月20日，翼中五魁塔公布为翼城县文物保护单位。